# Девід Ґріллс
Девід Ґріллс (англ. David Grylls, 29 вересня 1957) — американський велогонщик.
Срібний призер Олімпійських Ігор 1984 року в командній гонці переслідування на 4000 м.
Переможець Панамериканських ігор 1983 року в індивідуальній гонці переслідування.